# Haematopota crassicrus
Haematopota crassicrus är en tvåvingeart som beskrevs av Edwards 1916. Haematopota crassicrus ingår i släktet Haematopota och familjen bromsar.
Artens utbredningsområde är Tanzania. Inga underarter finns listade i Catalogue of Life.